# Intendant de Lyon

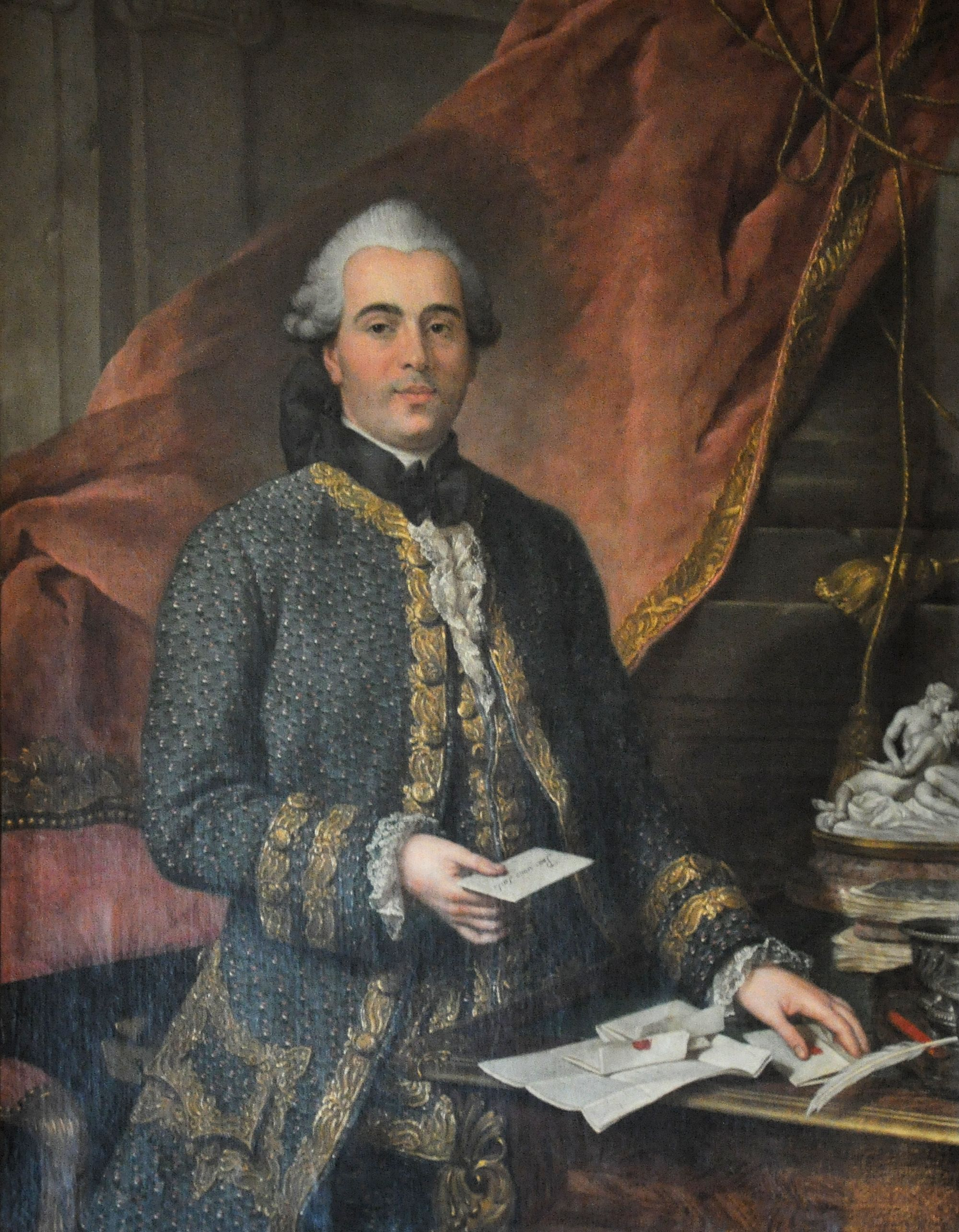
Portrait de Jacques de Flesselles par Donat Nonnotte, musée Carnavalet.

Les intendants de Lyon sont les officiers de la généralité de Lyon. Fonction née tôt à Lyon, ils restent longtemps des administrateurs attachés aux finances et, contrairement à de nombreux autres endroits en France, ne prennent de grands pouvoirs localement que très tard, du fait de la présence de gouverneurs très puissants.

## Contexte
La Généralité de Lyon est la circonscription des intendants du Lyonnais, leur siège est Lyon. À l'origine, les généralités sont des circonscriptions financières. On en compte 36 sur l'ensemble du Royaume en 1789. Leur rôle se renforce au cours des siècles et elles deviennent le cadre principal de l'administration royale. À partir du règne d'Henri IV, les intendants sont des conseillers d’État et des maîtres des requêtes, plutôt que des magistrats des cours souveraines. Lyon et le lyonnais se distingue du reste de la France. 

## Origine

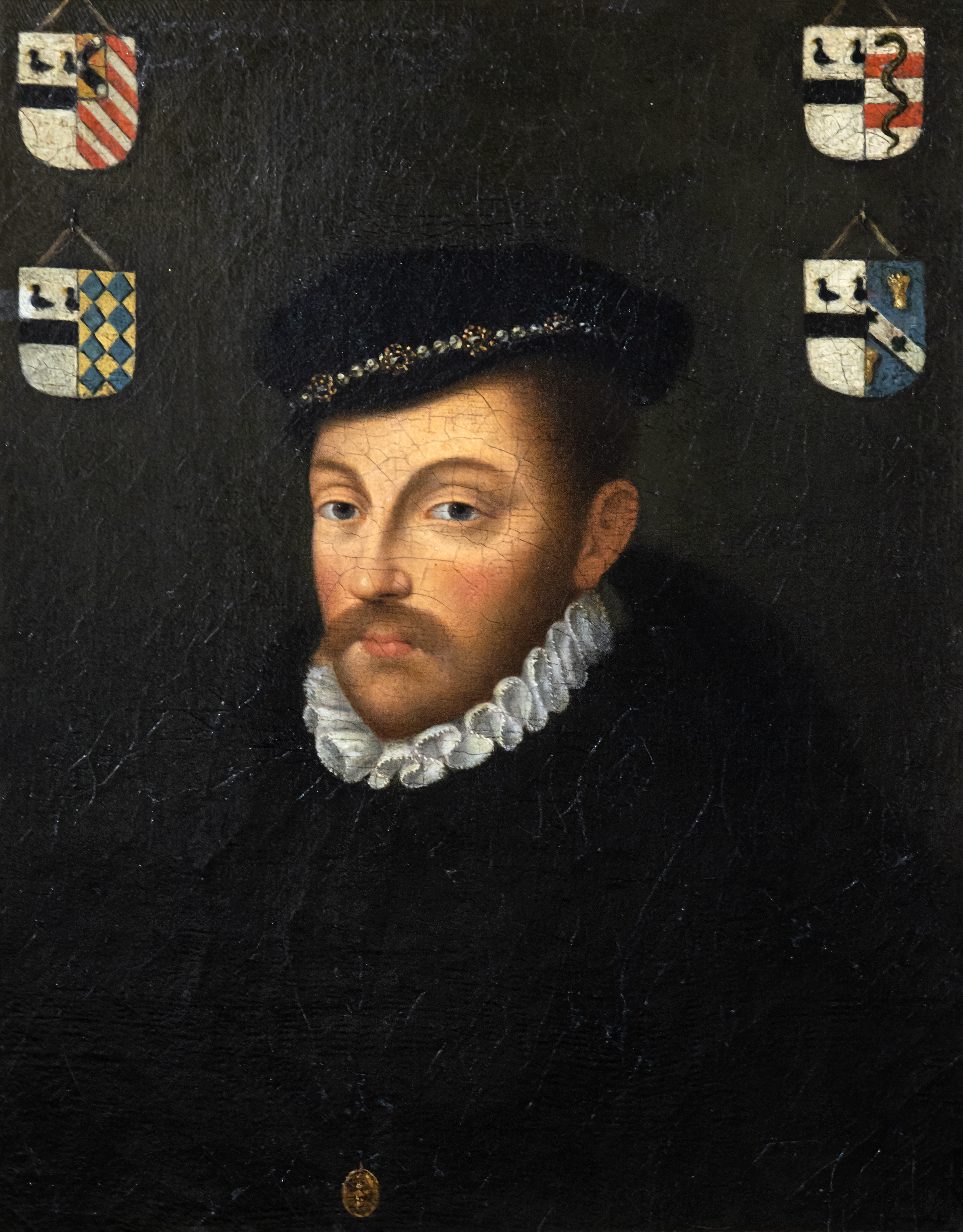
Eustache de Refuge

Les intendants lyonnais apparaissent de manière particulièrement précoce, du fait de la situation géographique de la ville de Lyon, près des frontières, du rôle très important de sa place bancaire et du fait de sa forte démographie. Mais, il s'agit aussi pour le pouvoir royal de contrôler et de surveiller le gouverneur. Selon Brossette, ils apparaissent au milieu du XVIe siècle sous forme d'envoyés du roi ayant des missions précises. Durant les troubles des guerres de religion, ils doivent surtout rétablir et maintenir l'autorité royale ; pour ce faire, ils disposent de l'autorité dans les domaines judiciaires, financiers et de police
Les premiers officiers royaux envoyés par le roi pour contrôler la ville et dénommés « intendants » sont les commissaires dépêchés par Henri II en 1553 pour des missions précises. Ces personnes, choisies parmi les maîtres des requêtes de l'hôtel, ou des hauts personnages au rang similaire, sont mal connues, comme leurs pouvoirs réels. Seuls un Tudert puis un Rougier sont connus.
Mieux connus et plus proche de ce qu'est un intendant, Méry de Vic, nommé en 1598, dispose de pouvoir étendu, surtout en matière financière, pour contrôler les comptes de la ville et obtenir d'elle pour le roi le plus d'argent possible. Son successeur, Eustache de Refuge, procède pour la même mission avec les mêmes pouvoirs.

## Évolution
Les intendants de police, justice et finances sont créés en 1635 par un édit de Louis XIII, à la demande de Richelieu pour mieux contrôler l'administration locale, au sein des généralités. Les fonctions des intendants ne seront jamais vraiment précisées. La tendance est qu'ils deviennent de plus en plus des administrateurs. Leur rôle s'accroit au XVIIIe siècle. Ils s'intéressent de plus en plus au développement économique de leur généralité et au mieux être social. Ils sont un rouage déterminant de la monarchie absolue. A Lyon, les intendants jouent aussi un rôle important sur les plans culturel, artistique et intellectuel.
Le poste d'intendant sous Louis XIV est appuyé par quatre subdélégués, en poste à Villefranche-sur-Saône, Saint-Étienne, Roanne et Montbrison. Au début du XVIIIe siècle, cette administration grossit en passant à cinq subdélégués, pour finir à dix-neuf en 1789. L'intendant, à cette dernière époque, est installé dans un hôtel de la place Bellecour.
Durant le XVIIe siècle, et jusqu'au début du XVIIIe siècle, l'intendant est confronté à l'opposition affichée ou larvée des autres puissances locales, gouverneur, archevêque et consulat. Ce n'est qu'à partir de Pierre Poulletier, durant la Régence, que l'intendant commence à avoir crédit et influence sur place.

## Prérogatives et actions locales

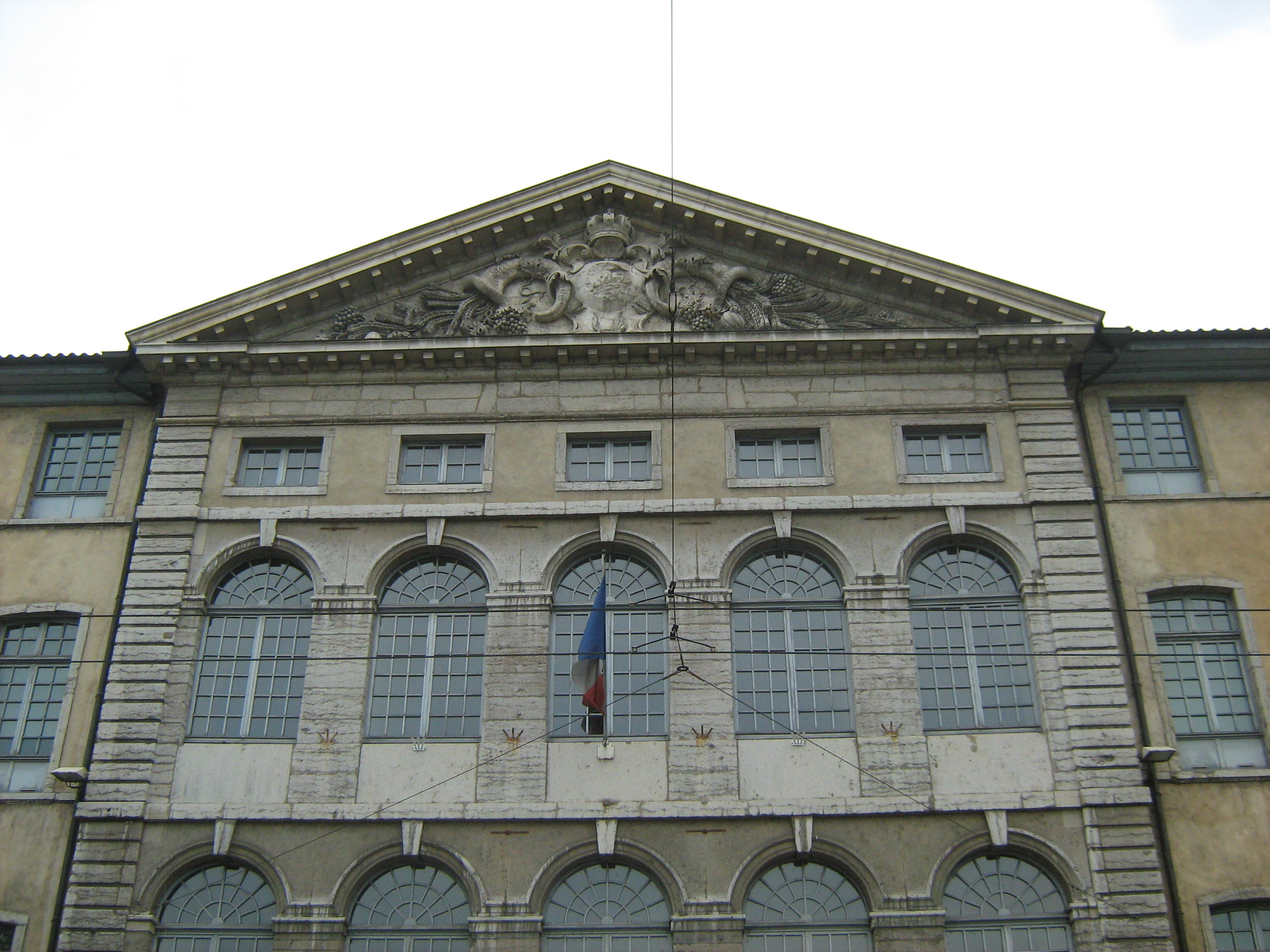
Fronton du Grenier d'abondance, construit sous l'autorité de Pierre Poulletier entre 1722 et 1728.

Les intendants ont des missions très larges définies dans leurs lettres de commission. Les premiers sont avant tout des inspecteurs, envoyés pour contrôler différentes institutions, surtout le consulat ; et avec le temps, ils deviennent davantage des administrateurs.
À partir de la fin du XVIIe siècle, ils s'intéressent de plus en plus aux affaires économiques, notamment avec Henri-François Lambert d'Herbigny qui procède à des enquêtes. Ses successeurs s'occupent de voirie, d'agronomie, de charité.
Certains, restant longtemps auprès de leurs administrés, portent leurs réclamations auprès du pouvoir central et du roi, tel Daniel Charles Trudaine.

## Liste des intendants de la généralité de Lyon
| Date        | Nom |
| ----------- | --- |
| 1551        | Jean de Poile |
| 1564        | Michel de Quélain |
| 1564        | Gabriel de Miron |
| 1567        | Pierre de Longueil |
| 1569        | Michel Larcher |
| 1571        | Jean-Jacques de Mesmes |
| 1594        | Pomponne de Bellièvre |
| 1596        | Jean Forget Chevalier, baron de Mafflée, seigneur de Bourot, de la Branchoire, de Fresnes, Fercourt, la Coste, conseiller du roi, président à mortier au Parlement de Paris (15 décembre 1590). La terre de Mafflée fut érigée en baronnie, en sa faveur, en 1602. Il mourut le 19 janvier 1611. Vers 1590, il avait épousé Anne Le Clerc, fille de Nicolas Le Clerc, seigneur de Franconville et du Tremblay, et de Claire Saint-André. |
| 1598        | Émeric de Vic Envoyé par Henri IV en 1598 "pour avoir la superintendance de notre justice et servir à la direction de nos affaires", il est muni de pouvoirs importants en matière de finances et a mission de vérifier tous les comptes de la ville de Lyon depuis 30 ans. |
| 1602        | Eustache du Refuge puis ambassadeur en Suisse (1607-1611) et en Hollande (1611-1613) |
| 1607        | Guillaume de Montholon (1569-1621) conseiller d'État, ambassadeur extraordinaire de France en Suisse. Tombeau dans la chapelle Saint-Bernard au couvent des Feuillants. |
| 1617        | Jacques Ollier |
| 1625        | Maximilien Grangier |
| 1626        | Jean Turquant |
| 1630        | Denis Amelot |
| 1633        | Humbert de Chaponay Également intendant du Bourbonnais (1638) et du Berry (1640) |
| 1637        | Jacques Le Prévost d'Herbelay |
| 1639        | Dreux d'Aubray puis lieutenant civil à Paris |
| 1641        | François Bochart de Saron Seigneur de Champigny, Seigneur de Sarron, conseiller au grand conseil, intendant de justice de Provence en 1637, puis intendant de Lyon et de intendant du Dauphiné, mort par noyade en 1665.Seigneur de Saron, conseiller au grand conseil, intendant de justice de Provence en 1637, puis intendant de Lyon et de intendant du Dauphiné, mort par noyade en 1665. |
| 1643        | Louis Faucon de Ris (1612-1693) Premier président au parlement de Normandie, marquis de Charleval, poète. Aussi connu sous le nom de Charles Faucon de Ris |
| 1648        | François Bochart de Saron pour la seconde fois |
| 1666        | François Dugué de Bagnols (1610-1685) maître des requêtes le 4 juillet 1643 et conseiller ordinaire du roi en ses conseils, intendant de justice, police et finances en Normandie. En 1666, il est intendant dans la province de Dauphiné, Lyonnais, Forez, Beaujolais |
| 1682 - 1684 | André Lefèvre d'Ormesson (1642-1684) |
| 1684 - 1686 | Anne Louis Jules Malon de Bercy (1643-1706) intendant d'Auvergne (1682-1684) |
| 1686 - 1687 | Pierre-Cardin Le Bret (1640-1710) intendant à Limoges (1681), intendant du Dauphiné (1683), intendant de Provence (1687-1704) et premier président du parlement d'Aix |
| 1687 - 1694 | Pierre de Bérulle (1641-1694) puis premier président au parlement de Grenoble |
| 1694 - 1701 | Henri-François Lambert d'Herbigny ( - Rouen, 29 juillet 1704), intendant du Lyonnais de 1694 à 1700 Fils d'Henri Lambert d'Herbigny (1623-1700), lequel avait été conseiller au Parlement (1650), maître des requêtes (1660), intendant en Berry, Bourbonnais (1666), Champagne, Dauphiné (1679) et conseiller d'Etat. Henri François Lambert d'Herbigny, marquis de Thibouville, est maître des requêtes (1687), intendant à Montauban de juin 1692 à août 1694, intendant à Lyon de novembre 1694 à l'été 1701 et à Rouen à partir de la fin de 1701 et jusqu'en juin 1704. Il meurt à Rouen le 29 juin 1704. |
| 1701 - 1704 | François Guyet marquis de Bantange, comte de Louhans, baron de Saint-Germain-du-Plain, Ouroux, seigneur de a Faye, Simandre et Chamirey intendant de Béarn et de Navarre du 30 novembre 1699 jusqu'à son départ en novembre 1701 pour l'intendance de Lyon où il a été nommé le 3 avril 1701 |
| 1704 - 1710 | Charles Trudaine (1660-1721) puis intendant de Bourgogne (1710-1711), prévôt des marchands de Paris (1716-1720) |
| 1710 - 1718 | Antoine-François Méliand (1670- ) conseiller au Pparlement de Paris, maître des requêtes en 1698, intendant de Béarn en 1704 puis intendant à Lyon le 27 mars 1710. En 1718, puis intendant de Flandre (1718-1730) |
| 1718 - 1739 | Pierre Poulletier (décembre 1680 - Paris, 9 août 1765), intendant du Lyonnais du 20 décembre 1717 à juillet 1738 seigneur de Nainville et de La Salle fils de Jacques Poulletier, Intendant des finances en 1708, père de François Poulletier de La Salle conseiller au Châtelet, conseiller au parlement de Paris le 23 janvier 1704, maître des requêtes le 30 décembre 1705, puis conseiller d’État, intendant des finances par transmission de la charge de son père à sa mort en avril 1711, premier président au Grand Conseil, commissaire à la Généralité de Lyon en 1749                               |
| 1739 - 1750 | Bertrand René Pallu (Paris, janvier 1692 - Paris 23 mai 1758) Intendant du Lyonnais du 11 juillet 1738 à aout 1750 seigneur de Ruau en Touraine et de Barboteau, protecteur des Arts auparavant intendant du Bourbonnais (1734-1738)Fut mis en difficulté face à l'émeute des ouvriers en soie en aout 1744. Sa femme fut associée de la manufacture Royale des glaces de Saint Gobain. |
| 1750 - 1754 | Bonaventure Robert Rossignol (mai 1697 - Lyon, 26 février 1754), intendant du Lyonnais à partir du 2 aout 1750 et mort en fonction. auparavant intendant d'Auvergne (1734-1740)issu d'une famille anoblie en 1645 par une charge des Comptes |
| 1754 - 1757 | Henri Léonard Jean Baptiste Bertin (Périgueux, 24 mars 1720 - Spa, 16 septembre 1792), intendant du Lyonnais du 17 mars 1754 à 1757 auparavant maître des requêtes en 1741, intendant de Roussillon en 1749, puis lieutenant général de police de Paris en 1757, contrôleur général des finances en 1759 et ministre d'État en 1762. Il est élu la même année à l'Académie royale des Sciences.Il a créé les sociétés d'agriculture. Il est reçu à l'Académie de Lyon en 1755. |
| 1757 - 1762 | Jean-Baptiste-François de la Michodière (Paris, 2 septembre 1720 - Paris 2 mai 1797), intendant de Lyon du 22 novembre 1757 à 1762 intendant d'Auvergne (1753-1757), puis prévôt des marchands de Paris (1772-1778) |
| 1762 - 1768 | Jean Baillon (Saint Malo, 2 février 1706 - Paris, 3 octobre 1771) seigneur de Servon, Courtys, Boiton et autres lieux conseiller au Parlement de Paris en 1625, sénéchal de Rennes en 1732, maître des requêtes en 1738, maire de Rennes en 1743, intendant de La Rochelle de 1754 à 1762 et intendant de Lyon du 22 août 1762 à 1767 |
| 1768 - 1784 | Jacques de Flesselles (Paris, 11 novembre 1730 - Paris, 14 juillet 1789) conseiller au parlement de Paris le 25 janvier 1752, puis maître des requêtes le 30 janvier 1755 et président au grand-conseil le 16 juin 1761. Il devient ensuite intendant de Moulins le 3 septembre 1762, intendant à Rennes le 31 mai 1765, puis intendant de Lyon nommé le 11 novembre 1767. Il est conseiller d’État en 1784 avant de devenir le dernier prévôt des marchands de Paris en 1789 |
| 1784 - 1790 | Antoine-Jean Terray ( Paris, 27 mars 1750 - Paris, 28 avril 1794), intendant de Lyon de 1784 au 1er avril 1790 vicomte de Rozières, seigneur de Changy et Saint-Bonnet, neveu de l'abbé Terray qui fut Contrôleur Général des Finances de 1769 à 1774 intendant à Montauban (1773-1781), intendant du Bourbonnais (1781-1784). Il s'opposa à Lyon aux notables et au prévôt des marchands. Il publia le "Tableau des fonds de différentes natures employés aux dépenses intérieurs de la généralité de Lyon" |

### Sources
- Antoine François Delandine, Manuscrits de la bibliothèque de Lyon, ou Notices sur leur ancienneté, leurs auteurs, les objets qu'on y a traités, le caractère de leur écriture, l'indication de ceux à qui ils appartinrent, ..., Volume 3, p. 279-280, Bibliothèque municipale de Lyon, Paris, 1812 Texte
- La France législative, ministérielle, judiciaire, et administrative, sous les quatre dynasties, Tome second, p. 177-179 , Paris, 1813
- Jean-Baptiste Monfalcon, Histoire monumentale de la ville de Lyon, vol. 8 à 9, Paris, 1866 (lire en ligne)

### Ouvrages de référence
- Philippe Paillard, Histoire des institutions lyonnaises, EMCE, 2010
- André Pelletier, Jacques Rossiaud, Françoise Bayard et Pierre Cayez, Histoire de Lyon : des origines à nos jours, Lyon, Éditions lyonnaises d'art et d'histoire, 2007, 955 p. (ISBN 978-2-84147-190-4, présentation en ligne)
- Dans Maria-Anne Privat-Savigny (dir.), Lyon au XVIIIe siècle : Un siècle surprenant !, Lyon, Musée Gadagne et Somogy Éditions d'art, 2012, 319 p. (ISBN 978-2-7572-0580-8, BNF 43509536)

§ Philippe Paillard, « Les institutions civiles », dans Lyon au XVIIIe siècle, p. 71-77